# Jimmy Gourley
Pour les articles homonymes, voir Gourley.
James Pasco Gourley, Jr. (9 juin 1926, Saint-Louis, Missouri - 7 décembre 2008, Villeneuve-Saint-Georges) est un guitariste, chanteur et compositeur de jazz américain vivant à Paris depuis les années 50. Il est naturalisé français en 1994.

## Biographie
Il a joué avec de nombreux musiciens européens tels que Henri Renaud, Bobby Jaspar, Martial Solal, Stéphane Grappelli, Barney Wilen ou Eddy Louiss et américains tels que Lester Young, Bud Powell, Kenny Clarke, Lee Konitz, Bob Brookmeyer, Clifford Brown, Zoot Sims, Anita O'Day, Lucky Thompson, Stan Getz, Lou Levy, Marc Johnson ou Victor Lewis.
Il a longtemps joué avec le contrebassiste Dominique Lemerle et le batteur Philippe Combelle, en trio ou en quartet avec le saxophoniste ténor Barney Wilen ou l'accordéoniste Richard Galliano.
Certains rapprochent son style de celui de Jimmy Raney qu'il rencontra à Chicago après la seconde guerre mondiale, ou mieux encore de Ronnie Singer, contemporain et ami qu'il considérait comme sa plus grande influence.
Jimmy Gourley jouait sur une Gibson ES-150 (modèle Charlie Christian).
Il est le père du guitariste et chanteur Sean Gourley, avec qui il a enregistré Straight Ahead Express.